# Androcalva tatei
Androcalva tatei är en malvaväxtart som först beskrevs av Ferdinand von Mueller och Tate, och fick sitt nu gällande namn av C.F.Wilkins och Whitlock. Androcalva tatei ingår i släktet Androcalva och familjen malvaväxter. Inga underarter finns listade i Catalogue of Life.